# Escola d'Art Poblenou
L'Escola d'Art Poblenou és una escola de caràcter popular dedicada a la formació d'artistes amb seu al número 40 de la Rambla del Poblenou. En desaparèixer el Ateneo Popular de Educación y Descanso, un grup d'artistes va lluitar per continuar la tasca de l'escola de Josep Baqué. Es reivindicà un espai al barri on es pogués seguir exercint la pintura. Després de molts temptejos s'aconseguí obrir, el 1965, una sala d'art a la Rambla, que va esdevenir un nucli de trobada i una plataforma per tirar endavant els projectes de tota una generació d'artistes del barri. L'escola, fundada pels pintors realistes Alfons Roca Rodó i Miquel Simó, presentà des dels seus inicis un tarannà molt popular. El 2005 encara s'impartien classes de dibuix, pintura, tapís i arts manuals per a totes les edats, amb l'objectiu d'apropar l'art a tothom, partint de la premissa que l'acte creatiu potencia el creixement integral de la persona.